# Paul Pähler
August Wilhelm Paul Pähler (* 30. Juli 1882 in Wiesbaden; † 14. Dezember 1957 ebenda) war ein deutscher Verwaltungsjurist und Polizeipräsident in Recklinghausen sowie Regierungsvizepräsident in Königsberg.

## Werdegang
August Wilhelm Paul Pähler studierte nach dem Abitur in den Jahren 1901 bis 1904 Rechtswissenschaften und Staatswissenschaften in Marburg, Genf, Bonn und Berlin und begann seine berufliche Tätigkeit als Regierungsreferendar bei der Bezirksregierung Kassel. Bevor er im März 1921 als Staatskommissar zur Bezirksregierung Arnsberg abgeordnet wurde, war er Assessor beim Landratsamt Stettin und Regierungsrat im Oberpräsidium Kassel. Seine Aufgabe in Arnsberg lag in der Vorbereitung der Verstaatlichung der Polizei im Ruhrgebiet. Hierzu wurde er am 8. Mai 1921 „mit der Leitung der zur endgültigen Verwaltung durch Staatsbeamte bestimmten Polizeigeschäfte unter vorläufiger Verantwortlichkeit des Oberbürgermeisters in Recklinghausen“ beauftragt und im August 1922 zum Staatlichen Polizeiverwalter bestellt. Die Dienstgeschäfte des Polizeipräsidenten Recklinghausen wurden ihm am 1. Oktober 1922 übertragen. In diesem Amt blieb er bis zum Wechsel zur Bezirksregierung Trier im Januar 1923. Hier wurde er im Mai 1923 durch die Franzosen bis Januar 1924 inhaftiert. Im Dezernat für Polizei und Presse bei der Bezirksregierung Münster nahm er anschließend seine Tätigkeit auf. Mit Beschluss des Preußischen Staatsministeriums vom 29. März 1928 wurde Pähler mit Wirkung vom 1. Mai 1928 Regierungsvizepräsident in Königsberg. Damit war er der erste Katholik in dieser Stellung. 1933 wurde er von den Nationalsozialisten aufgrund des Gesetzes zur Wiederherstellung des Berufsbeamtentums in den Einstweiligen Ruhestand versetzt. Über seine Tätigkeiten bis zur Aufnahme einer Beschäftigung als Verwaltungsbeamter beim Werkluftschutz in Gleiwitz im Jahre 1943 gibt die Quellenlage keinen Aufschluss. Nach dem Zweiten Weltkrieg nahm er als Oberregierungsrat den Dienst bei der Provinzialverwaltung Halle/Saale auf und blieb hier bis zum Wechsel ins Hessische Finanzministerium Ende 1946. Hier war er als Ministerialrat tätig und ging 1950 in den Ruhestand.